# Cappella Bricherasio
La cappella Bricherasio è l'edificio religioso che comprende la cappella funebre e la cripta dei conti Cacherano di Bricherasio, in cui sono sepolti, o vi sono ricordati con lapide, membri della famiglia, fra cui il conte Emanuele e la sorella, contessa Sofia. 
È uno degli edifici più importanti sotto il profilo artistico e architettonico della cittadina di Fubine, in provincia di Alessandria.
È situata nella zona denominata dei Cappuccini, a breve distanza dal palazzo Bricherasio (conosciuto come il Castello), un maniero ora adibito a casa di riposo dell'Opera "Don Orione" intitolata all'ultima discendente del casato, e ultima proprietaria, la contessa Sofia.
Di stile neogotico, la cappella fu fatta erigere su progetto dell'ingegnere Crescentino Caselli dal padre di Emanuele e Sofia, il cavaliere Luigi di Bricherasio (1828-1871) in una radura circondata da cipressi. 
Nella cripta sono presenti opere dello scultore Leonardo Bistolfi: il monumento sepolcrale dedicato al conte Emanuele ed il bassorilievo scolpito per onorare le memoria della madre, la marchesa Teresa Massel di Caresana. Questa seconda opera è un'ampia struttura compositiva nella quale si accampa la figura di un angelo dalle grandi ali. Il monumento funerario raffigura invece il conte con la divisa del reggimento di appartenenza, disteso nella quiete della morte e vegliato pietosamente da un angelo a capo velato. L'epigrafe che lo sormonta fu dettata dallo stesso Bistolfi:

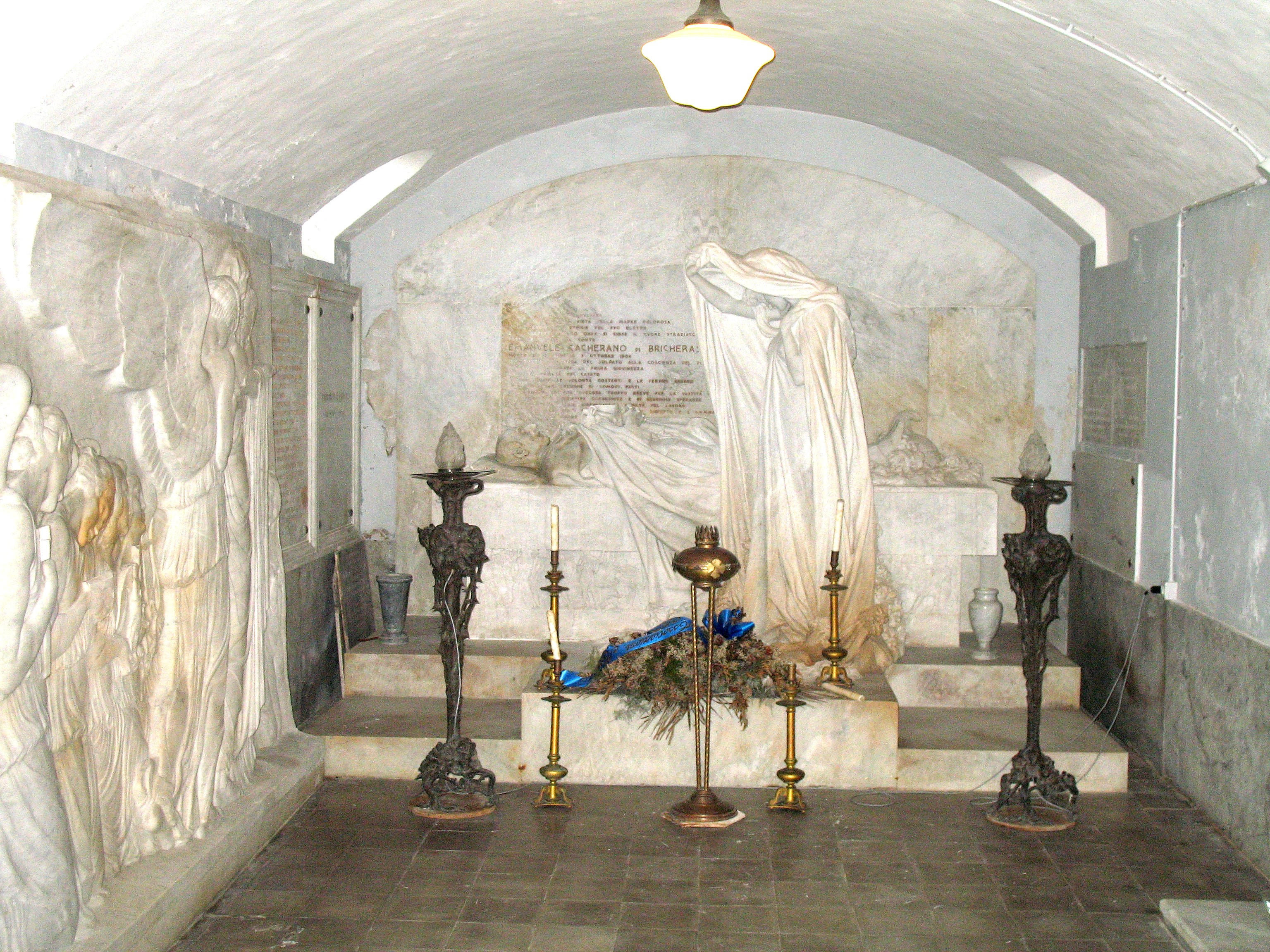
La cripta

Nella cripta si trovano lapidi con epigrafi funerarie di altri membri della famiglia comitale e di persone appartenenti ad altri casati nobiliari ma vicine ai Cacherano di Bricherasio: oltre a quella dello stesso fondatore, vi sono quelle che ricordano appunto la moglie Teresa e i figli Emanuele e Sofia. 

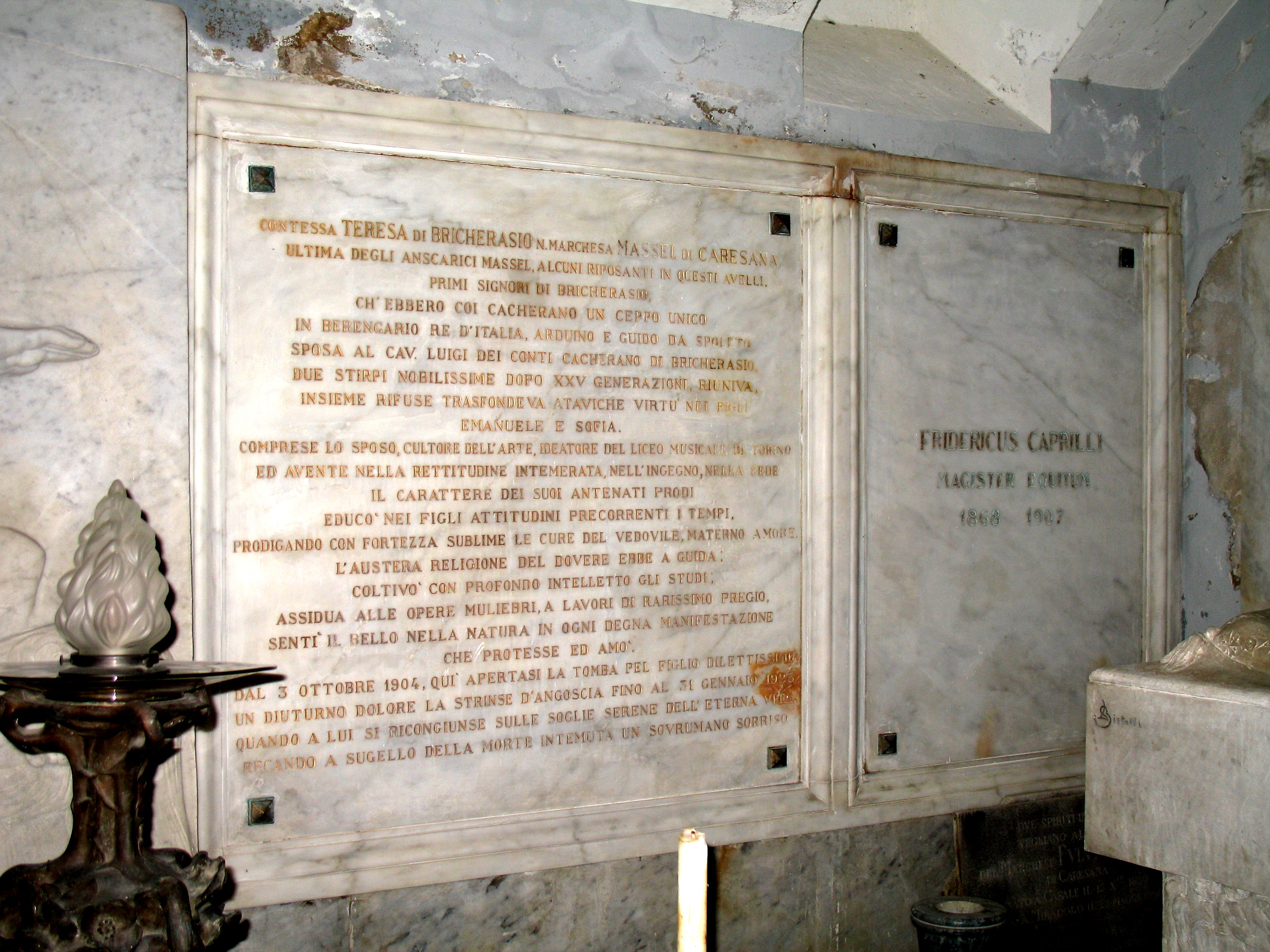
Le lapidi che ricordano la marchesa Teresa Massel di Caresana e il capitano Federico Caprilli

È pure presente una lapide in memoria del capitano Federico Caprilli, amico intimo di famiglia e conosciuto soprattutto quale caposcuola del rinnovamento nell'arte dell'equitazione.